# Mayra Aguiar
Mayra Aguiar da Silva (Porto Alegre, 3 agosto 1991) è una judoka brasiliana.

## Palmarès
- Giochi olimpici

Londra 2012: bronzo nei 78 kg.
Rio de Janeiro 2016: bronzo nei 78 kg.
Tokyo 2020: bronzo nei 78 kg.
- Mondiali

Tokyo 2010: argento nei 78 kg.
Parigi 2011: bronzo nei 78 kg.
Rio de Janeiro 2013: argento nella gara a squadre e bronzo nei 78 kg.
Čeljabinsk 2014: oro nei 78 kg.
Budapest 2017: oro nei 78 kg.
Tokyo 2019: bronzo nei 78 kg.
- Giochi panamericani

Rio de Janeiro 2007: argento nei 70 kg.
Guadalajara 2011: bronzo nei 78 kg.
Toronto 2015: argento nei 78 kg.
Lima 2019: oro nei 78 kg.
- Campionati panamericani

Montreal 2007: argento nei 70 kg.
Miami 2008: oro nei 70 kg.
San Salvador 2010: oro nei 78 kg.
Guadalajara 2011: argento nei 78 kg.
Montreal 2012: oro nei 78 kg.
San José 2013: oro nei 78 kg.
Edmonton 2015: oro nei 78 kg.
L'Avana 2016: argento nei 78 kg.
Lima 2019: oro nei 78 kg.